# Vladislav Borisov
Vladislav Vladimirovitsj Borisov (Russisch: Владислав Владимирович Борисов) (Narjan-Mar, 5 september 1978) is een Russisch wielrenner.

## Belangrijkste overwinningen
1996
- Wereldkampioen Puntenkoers (baan), Junioren

1997
- Eindklassement Ronde van Madrid

1999
- 9e etappe Ronde van Táchira

2001
- 7e etappe Ronde van Polen

2002
- Kettler Classic-Südkärnten

2005
- 4e etappe Five Rings of Moscow
- 1e etappe Ronde van het Qinghaimeer
- 2e etappe Parijs-Corrèze
- 2e etappe Ronde van Slowakije

2007
- Russisch kampioen op de weg, Elite

2011
- Trophée de la Maison Royale